# Jochen Kupfer
 Jochen Kupfer (* 1969 in Grimma) ist ein deutscher Opernsänger (Bariton).

## Leben und Karriere

### Ausbildung
Jochen Kupfer erhielt seit seinem 10. Lebensjahr regelmäßigen Gesangsunterricht. Er besuchte in seiner Geburtsstadt das heutige Gymnasium St. Augustin und studierte nach dem Abitur Gesang bei Helga Forner an der Musikhochschule Leipzig. Meisterkurse absolvierte er unter anderem bei Aldo Baldin, Theo Adam und Elio Battaglia. Er erhielt Unterricht bei Dietrich Fischer-Dieskau und Elisabeth Schwarzkopf.

### Künstlerischer Werdegang
Während seines Studiums wurde er an das Meininger Staatstheater engagiert, wo er Partien wie den Wolfram von Eschenbach in Richard Wagners Oper Tannhäuser sang. Ab der Spielzeit 1997/98 bis 2005 war er Ensemblemitglied an der Sächsischen Staatsoper Dresden (Semperoper) und sang dort Partien wie Graf Almaviva in Le nozze di Figaro, Papageno in Die Zauberflöte, Guglielmo in Così fan tutte und Olivier im Capriccio.
Kupfer hatte Gastengagements unter anderem an der Staatsoper Unter den Linden (als Olivier) und an der Bayerischen Staatsoper (als Guglielmo). 2008 gastierte er am Theater Bremen als Papageno und Jochanaan in Salome, 2009 als Eisenstein.
Ab 2005 hatte Kupfer einen festen Gastvertrag am Staatstheater Nürnberg. Dort trat er unter anderem in der Titelpartie von Don Giovanni und Eugen Onegin (mit Anne Lünenbürger als Partnerin), als Figaro in Der Barbier von Sevilla, als Graf Almaviva in Le Nozze di Figaro, als Wolfram in Tannhäuser, als Frank/Fritz in Die tote Stadt, als Musiklehrer in Ariadne auf Naxos, als Danilo in Die lustige Witwe und als Eisenstein in Die Fledermaus auf. 2011 hatte er dort sein Rollen-Debüt als Beckmesser in Die Meistersinger von Nürnberg. In der Spielzeit 2012/13 sang dort unter anderem den Kurwenal in Tristan und Isolde. In der Saison 2015/16 gab Jochen Kupfer sein Rollendebüt als Gunther in Wagners Götterdämmerung (Neuinszenierung, Staatstheater Nürnberg). Als Escamillo in Carmen folgte im Februar 2016 am Staatstheater Nürnberg ein weiteres Rollendebüt. Im März/April 2018 sang er am Staatstheater Nürnberg den Stolzius in Peter Konwitschnys Neuinszenierung der Oper Die Soldaten.
Jochen Kupfer arbeitete mit Dirigenten wie Giuseppe Sinopoli, Riccardo Chailly, Constantin Trinks, Rafael Frühbeck de Burgos, Hartmut Haenchen, René Jacobs, Philippe Herreweghe, Mark Soustrot, Jeffrey Tate, Marcus Bosch, Peter Schreier, Helmuth Rilling und Trevor Pinnock.
Kupfer sang Konzerte in San Francisco, Los Angeles und in der New Yorker Carnegie Hall. Er gastierte bei verschiedenen Internationalen Festivals, wie den Nuits Romantiques in Aix-les-Bains, bei den Salzburger Festspielen, beim Festival International de Musique et d’Art lyrique in Montreux und beim Festival of Early Music in Boston. Neben seiner Konzerttätigkeit tritt Kupfer auch als Liedsänger auf. 1996 sang er erstmals die Lieder eines fahrenden Gesellen von Gustav Mahler im Gewandhaus Leipzig mit dem Gewandhausorchester unter der Leitung von Kurt Masur.

## Auszeichnungen
Jochen Kupfer ist Preisträger des Mozart-Fest-Wettbewerbs in Würzburg, des Internationalen Johann-Sebastian-Bach-Wettbewerbs in Leipzig, des VDMK-Bundeswettbewerbs Gesang in Berlin, des Mendelssohn-Bartholdy-Wettbewerbs in Berlin und des Meistersängerwettbewerbs in Nürnberg. Er ist Luitpoldpreisträger des Kissinger Sommers 2001. 2016 erfolgte seine Ernennung zum Bayerischen Kammersänger für 2018 wurde ihm der Preis der Stadt Nürnberg zugesprochen.

## Diskografie
Es gibt mehrere CD-Einspielungen mit Jochen Kupfer, darunter das Gesamtliedschaffen Franz Schrekers und Robert Schumanns Kernerlieder und Liederkreis op. 24, die Richard-Strauss-Oper Der Friedenstag sowie Bachkantaten.